# Benjamin Alard

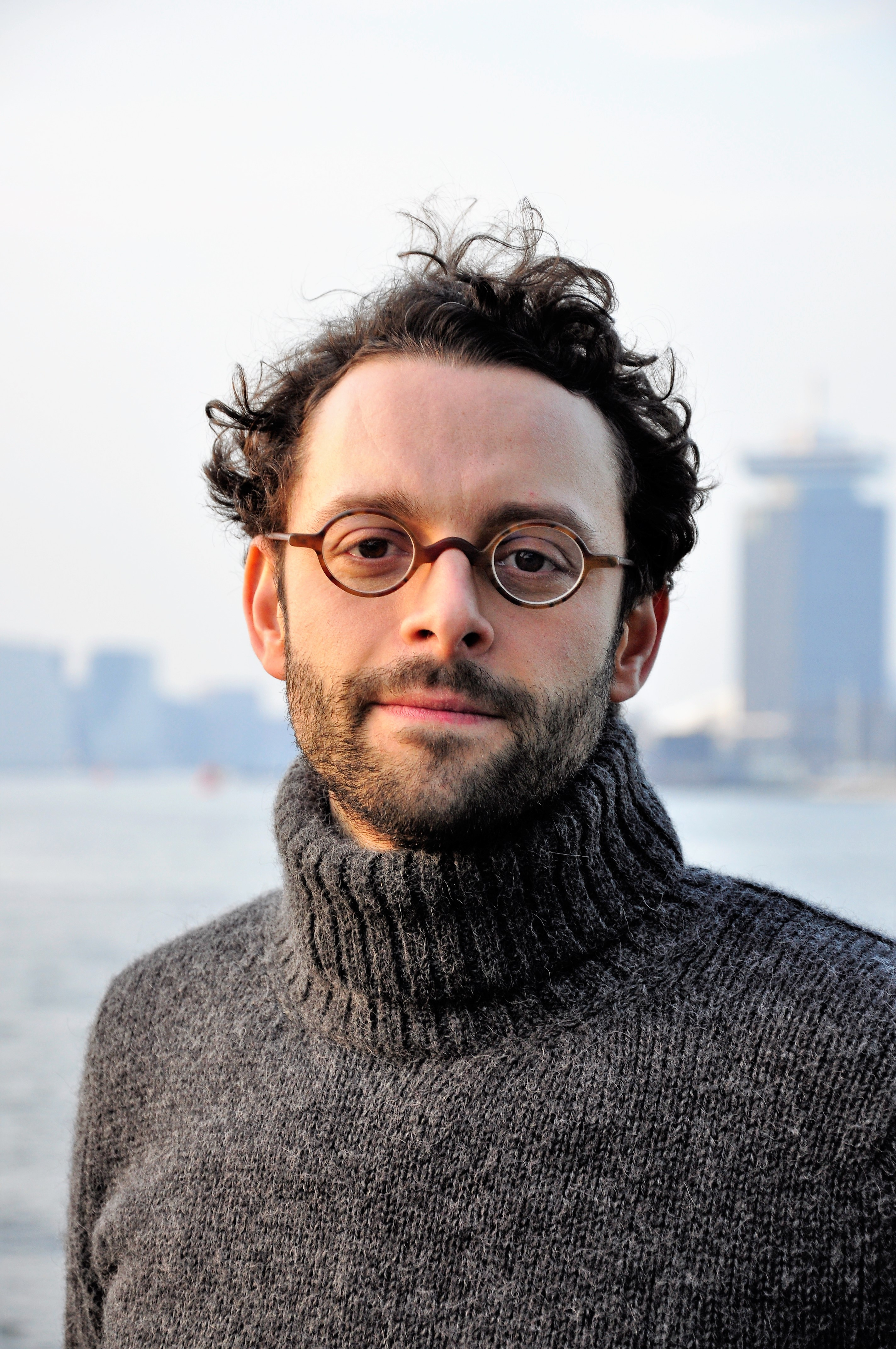
Benjamin Alard (2017)

Benjamin Alard (Rouen, 1985) is een Frans klavecinist en organist.

## Levensloop
Vanaf zijn zeven jaar speelde Alard piano om vervolgens orgel te studeren aan het Conservatorium van Rouen bij Louis Thiry en François Ménissier. Klavecimbel studeerde hij verder in Lisieux bij Elisabeth Joyé en in Parijs (Conservatorium van het zevende arrondissement). Hij trok vervolgens naar de Schola Cantorum Basiliensis, waar hij studeerde bij Jean-Claude Zehnder (orgel) en Andrea Marcon (klavecimbel). Hij behaalde er zijn einddiploma's in 2006 met felicitaties vanwege de jury die werd voorgezeten door Gustav Leonhardt.
Pas negentien, behaalde hij in 2004 de Eerste prijs van het internationaal klavecimbelconcours in het kader van het Festival Musica Antiqua in Brugge. In 2005 werd hij, na wedstrijd, titularis van het nieuwe Bachorgel Bernard Aubertin in de kerk van Saint-Louis-en-l'Île in Parijs (ingespeeld in 2005 door Michel Chapuis). In 2007 werd hij ook nog Eerste prijs in het orgelconcours van Freiberg.
Alard wordt beschouwd als een van de meest getalenteerde klavecimbelspelers van zijn generatie.
Hij heeft zich op prestigieuze festivals laten horen: Printemps des Arts en Folle journée de Nantes, Festival de Saintes, Festival Radio-France Montpellier, Midis du Louvre, Sommets musicaux de Gstaad, Davos Festival, BOZAR Brussel, Cité de la Musique, Auditori de Barcelona, Oude Muziek Utrecht, Festival Musica Antiqua Brugge. Hij trad op met onder meer La Petite Bande (dir. Sigiswald Kuijken), Capriccio Stravagante (dir. Skip Sempé), Venice Baroque Orchestra (dir. Andrea Marcon), Il Gardellino (dir. Marcel Ponseele).

## Discografie
- Andreas Bach Buch (compilatie van werken, samengebracht door Johann Christoph Bach, de oudste zoon van Johan Sebastian, gecomponeerd door de jongste zoon en ook door Boehm, Buxtehude, Ritter, Telemann, Marin Marais en enkele Italianen: meer dan 150 werken. Alard speelt ze op klavecimbel en orgel. (2005)
- Transcripties voor klavecimbel (verschillende transcripties door Johann Sebastian Bach van werk geschreven door Reincken (1643-1722) en Vivaldi (1678-1741), een transcriptie door Wilhelm Friedman Bach van de Sonate voor viool bwv 1003 van zijn vader (2006)
- Manuscrit Bauyn, werk van Louis Couperin en tijdgenoten (2008)
- Johann Sebastian Bach, Triosonates voor orgel (2010)